# Hipótesis de la evolución por escalada
La Hipótesis de la Evolución por Escalada (en inglés "escalation hypothesis") es una hipótesis evolutiva que plantea que la historia de la vida se caracteriza por el incremento de los riesgos biológicos como la depredación y la competencia, por un lado, y por las respuestas adaptativas a dichos riesgos. En la bibliografía puede encontrársela también como Hipótesis de la Evolución Escalada.
La hipótesis fue propuesta por el paleontólogo Geerat Vermeij en el libro "Evolution and Escalation: An Ecological History of Life" publicado en 1987.

## Síntesis de las principales ideas detrás de la escalación
La escalación es un proceso evolutivo "de arriba hacia abajo" (top-down process) que pone el énfasis principal en el papel de los enemigos (depredadores, competidores y presas peligrosas) como los agentes selectivos más importantes entre los organismos individuales. El proceso es impulsado en gran parte por la competencia entre enemigos de gran impacto, es decir, entre depredadores abundantes y de alta energía que ejercen un control evolutivo desproporcionado sobre sus presas, lo que afecta no solo a los fenotipos de las presas sino también a su distribución. Desde este punto de vista, el papel de la presa en el impulso de la evolución de sus depredadores disminuye en el largo plazo. Se cree que las desigualdades o asimetrías en las interacciones favorecen a aquellas especies en una interacción que tienen ventajas intrínsecas para adquirir y retener recursos.
Este proceso genera un incremento en los requisitos energéticos y la potencia de los animales a lo largo del tiempo geológico, con grupos de alta energía que reemplazan de manera predecible a los grupos de baja energía ecológica y funcionalmente comparables. Sin embargo, el momento y el ritmo de la escalada están controlados por factores extrínsecos como el clima, el suministro de nutrientes y las alteraciones. Se cree que las condiciones de aumento de la temperatura, aumento del área de regiones cálidas y mayor disponibilidad de nutrientes son propicias para la escalada. Las oportunidades para la innovación adaptativa y la diversificación se ven reforzadas por estas condiciones porque brindan "acceso a un suministro grande y predecible de recursos y ... un ambiente térmico en el que estos recursos se transforman fácilmente catalíticamente en trabajo biológico”; El proceso se ralentiza cuando estas condiciones disminuyen. El proceso de escalada en sí mismo estimula aún más el reciclaje de recursos y, por lo tanto, aumenta la oportunidad de una mayor escalada en los ecosistemas; por lo tanto, hay una fuerte retroalimentación positiva en el proceso.

## Diferencias entre la Hipótesis de la Evolución por Escalada y la Hipótesis de la Reina Roja
La hipótesis de escalada evolutiva, por su carácter episódico, no se coincide con la Hipótesis de la Reina Roja, en la que se plantea que las poblaciones deben evolucionar permanentemente para no quedarse atrás en su ajuste al ambiente (y por ello, extinguirse). Dado que la medida en que los organismos de alta energía influyen, o dirigen, la evolución de otras especies está limitada por el suministro y la accesibilidad de energía y nutrientes y por las perturbaciones como las extinciones masivas la escalada es en gran parte un proceso episódico por naturaleza. De este modo, la Hipótesis de la Reina Roja plantea procesos continuos, la de la Escalada, procesos episódicos, y ambos modelos ponen a las interacciones bióticas como un factor importante en la evolución.

## Diferencias entre la Hipótesis de la Evolución por Escalada y la Coevolución
La evolución escalada se usa frecuentemente casi como sinónimo del concepto de coevolución en el pensamiento evolutivo contemporáneo. La principal diferencia entre los dos procesos es que enfatizan diferentes aspectos de la interacción. En la coevolución, la selección es de naturaleza recíproca. Por ejemplo, en una interacción depredador-presa en evolución, la selección del depredador sobre su presa impulsa la evolución de las defensas de la presa y, recíprocamente, la selección de la presa sobre el depredador impulsa la evolución de las capacidades de explotación del depredador. Por su parte, en evolución por escalada, la selección debida a los propios enemigos del depredador (sus depredadores o competidores) tiene prioridad sobre la efectuada por las especies de presas, a menos que las presas sean peligrosas y, por lo tanto, también un enemigo potencial. Algunos autores acuñaron la idea de una carrer armamentista entre depredadores y presas. Sin embargo, este concepto incluye la idea de reciprocidad en el crecimiento de los recursos de ataque y defensa, que no coincide con la hipótesis de Vermeij.